# Miraumont
Miraumont là một xã ở tỉnh Somme, vùng Hauts-de-France, Pháp.
Thị trấn này tọa lạc trên đường D107 và đường D50, khoảng 27 dặm Anh về phía đông bắc của Amiens.
Đây là nơi diễn ra trận Bapaume (1871) trong cuộc chiến tranh Pháp-Phổ giai đoạn 1870-1871.

## Dân số
| 1962                                                           | 1968 | 1975 | 1982 | 1990 | 1999 |
| -------------------------------------------------------------- | ---- | ---- | ---- | ---- | ---- |
| 676                                                            | 680  | 671  | 695  | 632  | 655  |
| Số liệu điều tra dân số từ năm 1962, dân số không tính hai lần |      |      |      |      |      |